# Спорт (фотоаппарат)
«Спорт» — однообъективный зеркальный фотоаппарат, серийно выпускавшийся в Ленинграде Государственным оптико-механическим заводом (ГОМЗ) с 1935 до 1941 года. Опытная партия выпущена в 1934 году, поэтому «Спорт» может считаться первым в мире малоформатным фотоаппаратом с таким типом видоискателя. Первый серийный зеркальный фотоаппарат «Кине-Экзакта» этого же формата появился лишь в марте 1936 года.

## История создания
Прототипом «Спорта» был фотоаппарат конструкции инженера Александра Гельгара, первый действующий образец которого был изготовлен им самостоятельно во время работы кинооператором на студии «Туркменфильм». Первый промышленный вариант выпущен в декабре 1934 года. Он носил название «ГельВЭТА», составленное из части фамилии изобретателя и аббревиатуры Военной электротехнической Академии им. Будённого (ВЭТА), ставшей заказчиком опытной партии в количестве 3 штук. Камеры изготовлены с размером кадра 24×38 мм при отсутствующем межкадровым промежутке для возможности панорамной съёмки.
После выхода в 1933 году зеркальной VP Exakta для роликовой плёнки тип-127, фотоаппаратом Гельгара заинтересовались на ГОМЗ. В июле 1936 года журнал «Советское фото» сообщил, что в Ленинграде подготовлено производство «монообъективной зеркалки „Спорт“, рассчитанной на киноплёнку». Установочная партия в количестве 300 штук выпущена уже под этим названием и с кадром 24×38 мм. От более поздних аппаратов крупносерийного выпуска первые отличались бескассетной зарядкой с защитными ракордами, и штампованным корпусом прямоугольной формы. Эту версию коллекционеры называют между собой «Гельвета» для устранения путаницы. 
В 1935 году инженеры ГОМЗ Рыбников и Постников разработали новый вариант камеры с более жёстким литым корпусом. Кроме того, серийный «Спорт» получил стандартный размер кадра 24×36 мм и кассетную зарядку обычной 35-мм киноплёнкой без ракордов. Двухметровый отрезок киноплёнки заряжался в специальные кассеты ёмкостью 54 кадра, не совпадающие ни с одним из стандартов тех лет. В таком виде «Спорт» выпускался с небольшими изменениями до начала Великой Отечественной войны. Заводские номера на фотоаппаратах обычно не ставились, и об общем тираже можно судить только по номерам объективов: около 20 000 экземпляров.
В советской литературе «Спорт» категорически называли первой в мире однообъективной зеркальной камерой под 35-мм плёнку. Западные источники, как правило, оставляют первенство немецкому фотоаппарату Kine Exakta фирмы Ihagee (представлен на весенней Лейпцигской ярмарке 1936 года). Прототип «Спорта» был разработан значительно раньше, чем Kine Exakta, но из-за трудностей организации и отсутствия доступных для комплектования объективов настоящее серийное производство развернулось позднее, чем немецкого аппарата. Тем не менее, «Спорт» считается совершенно оригинальной разработкой советских конструкторов. Дальнейшее развитие требовало кардинальной переработки затвора. Его первая шторка при взводе поднималась в надстройку, исключая установку пентапризмы, ставшей после войны всеобщим стандартом для «зеркалок». 
Поэтому для следующего поколения «Спорта» Гельгар, убеждённый в необходимости использовать в качестве материала шторок только металл, разработал совершенно новый затвор, впоследствии получивший название веерного. В 1957 году на его конструкцию было получено авторское свидетельство, однако реализовать идеи изобретателя удалось только в 1965 году в фотоаппарате «Киев-10».

## Характеристики поздней версии

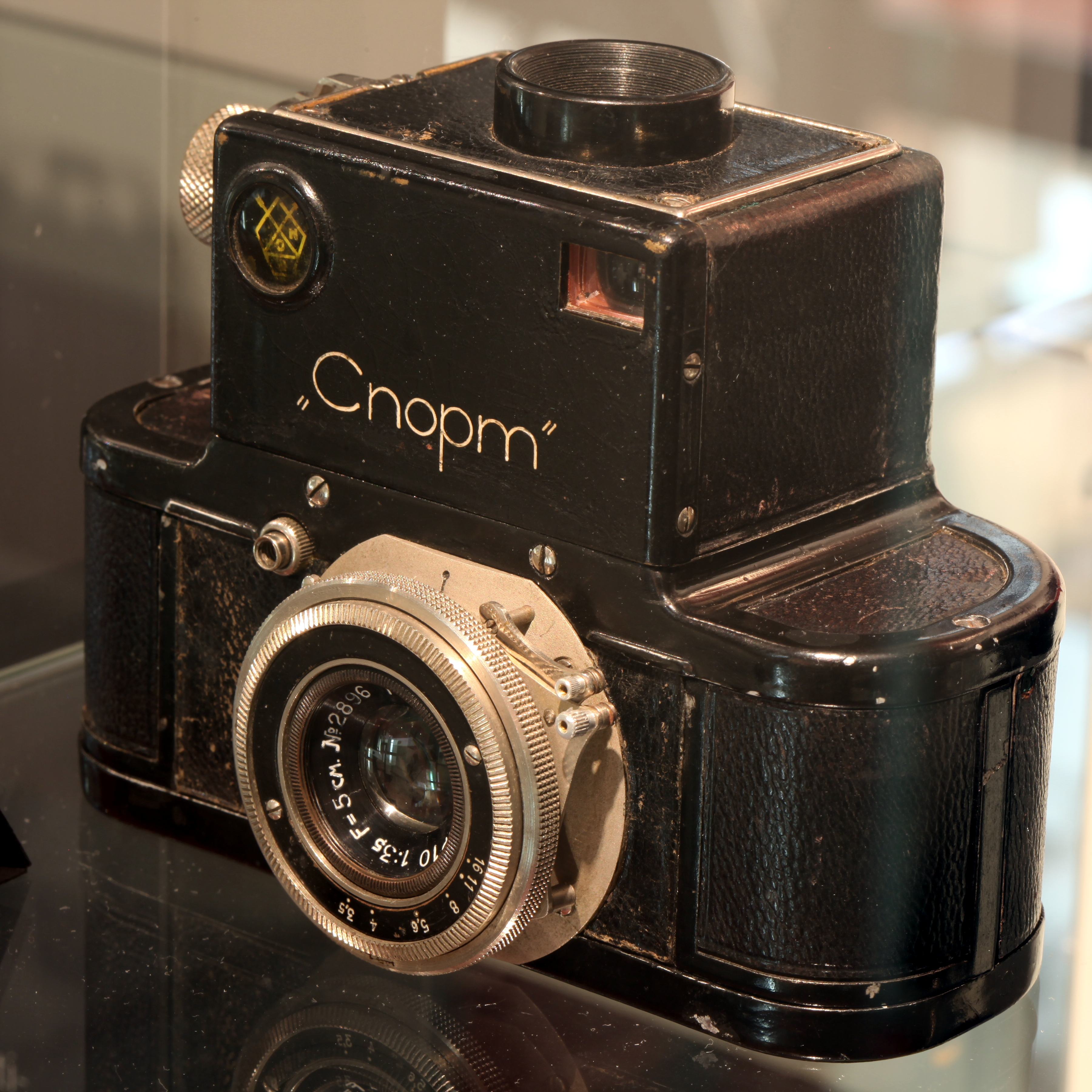
Фотоаппарат «Спорт» с объективом ранней версии

- Фотоаппарат снимает на 35-мм перфорированную киноплёнку. Размер кадра 24×36 мм. Плёнка заряжается в нестандартные кассеты и перематывается из подающей кассеты в такую же приёмную. Обратная перемотка не предусмотрена[21];
- Затвор — механический, фокальный, состоит из двух цельнометаллических шторок, движущихся вдоль короткой стороны кадра[22]. Вторая шторка движется вертикально, поднимаясь в надстройку видоискателя вдоль задней стенки. Первая перемещается по сложной траектории от горизонтального положения у нижней стенки камеры при открытом затворе к положению под углом, близким к 45° — при закрытом. Затвор отрабатывает выдержки 1/25, 1/50, 1/100, 1/200, 1/500 с и «В» (ручную)[11];
- Спусковая кнопка на передней стенке корпуса снабжена резьбой для тросика;
- Синхроконтакт и автоспуск отсутствуют;
- Зеркальный видоискатель — с матированной плоско-выпуклой коллективной линзой и неподвижной лупой в верхней стенке надстройки[23]. Кроме того, имеется дополнительный телескопический видоискатель для съёмки с уровня глаз;
- Фотоаппарат комплектовался объективом «Индустар-10» 3,5/50 мм в оригинальном байонете. Фокусировка выполняется вращением геликоида, встроенного в корпус аппарата. О существовании других объективов с таким же байонетом ничего не известно[14]; Существуют два варианта объектива "Индустар-10" - более ранней вариант со значениями диафрагмы расположенными против часовой стрелки и более позний вариант со значениями расположенными по часовой стрелке.
- Перемотка плёнки, взвод затвора и переключение выдержек производятся головкой, расположенной горизонтально на боковой стенке надстройки[23]. Под этой же головкой расположен диск счётчика кадров[22];